# Momordica camerounensis
Momordica camerounensis är en gurkväxtart som beskrevs av Keraudr. Momordica camerounensis ingår i släktet Momordica och familjen gurkväxter. Inga underarter finns listade i Catalogue of Life.